# Marketing qua mạng xã hội

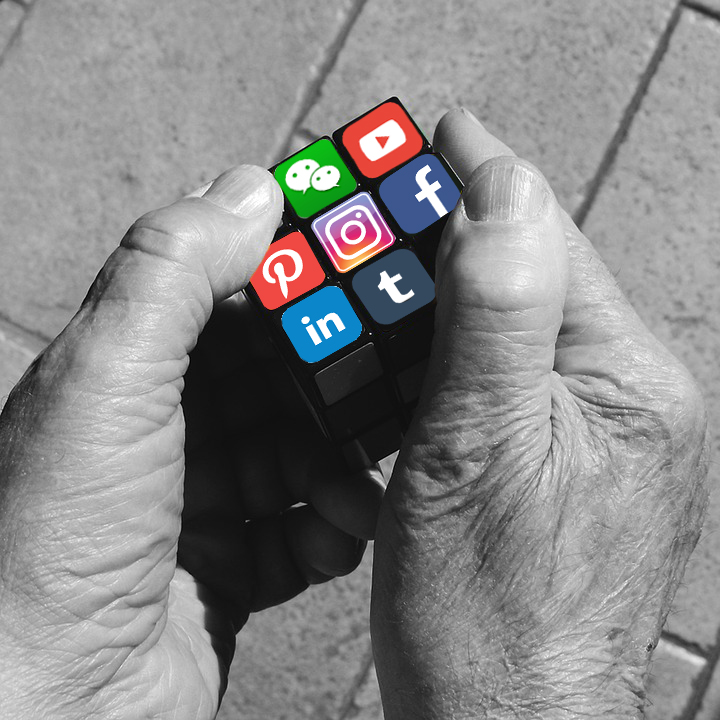
Marketing qua mạng xã hội.

Marketing qua mạng xã hội hay còn gọi với thuật ngữ social media marketing, là hình thức thực hiện các hoạt động marketing trên mạng internet thông qua việc sử dụng các kênh mạng xã hội (social media) nhằm mục đích xây dựng thương hiệu và quảng bá sản phẩm hoặc dịch vụ.
Marketing qua mạng xã hội là một phần của Digital Marketing – tổ hợp các hoạt động marketing. Với khả năng kết nối mạnh mẽ của các kênh mạng xã hội (social media), nơi tập hợp đa dạng các đối tượng khách hàng cùng nhau giao lưu, chia sẻ, tương tác, trao đổi, thảo luận về nội dung, hình ảnh... thì việc thực hiện tiếp thị qua các kênh này đang dần trở thành hình thức được sử dụng phổ biến và phát triển trong thời đại kỹ thuật số như hiện nay.
Khi sử dụng marketing qua mạng xã hội, các doanh nghiệp có thể cho phép khách hàng và người dùng Internet đăng tải nội dung do người dùng tạo ra (ví dụ: nhận xét trực tuyến, đánh giá sản phẩm, v.v.), còn được gọi là "truyền thông lan truyền" (earned media), thay vì sử dụng bản sao quảng cáo mà nhân viên tiếp thị chuẩn bị.

## Một số loại hình Marketing qua mạng xã hội.
Nhận thấy được sự phổ biến và phát triển của hình thức marketing qua mạng xã hội, các doanh nghiệp bắt đầu tìm kiếm nhiều loại kênh mạng xã hội khác nhau để triển khai chiến lược. Mặt khác, công nghệ đang ngày một phát triển, ranh giới giữa các kênh mạng xã hội đang dần trở nên mờ đi, nhưng dựa trên tính chất, mục đích của nó có thể được chia thành các loại hình marketing qua mạng xã hội thường gặp như sau:
- Mạng xã hội (social networks): là loại hình dựa trên các website mang tính xã hội, loại hình này cho phép người dùng kết nối và chia sẻ với cộng đồng trực tuyến (online community). Các hình thức phổ biến của các trang web mạng xã hội, chẳng hạn như Facebook được sử dụng rộng rãi trong việc trao đổi tin tức, hoạt động, chia sẻ thông báo, bán hàng, hay LinkedIn là nền tảng mạng chuyên nghiệp dùng cho thị trường B2B và tập trung nhiều vào công việc.
- Đánh dấu trang cộng đồng (social bookmarking): là dịch vụ cho phép người dùng lưu trữ, quản lý, tìm kiếm và chia sẻ các địa chỉ liên kết trang web của họ lên trang social bookmarking và danh sách địa chỉ liên kết đó sẽ được tổ chức phân loại theo chủ đề, từ khóa. Việc đặt liên kết trang web trên đó có thể giúp doanh nghiệp tăng được lượng truy cập (traffic) đổ về trang web của doanh nghiệp khi mọi người tìm kiếm. Ở Việt Nam có những trang bookmarking như: linkhay.com, tagvn.com, ishare.vn,... giúp việc quảng bá và chia sẻ thông tin dễ hơn bao giờ hết.
- Trang đánh giá (Review site): Dịch vụ này cho phép người dùng tìm kiếm, xem xét và chia sẻ những thông tin về sản phẩm/ dịch vụ, thương hiệu, địa điểm,.. Việc đánh giá trên các trang web này đóng vai trò rất quan trọng đối với doanh nghiệp. Doanh nghiệp có thể xem xét các bình luận đánh giá và giải quyết các vấn đề mà khách hàng đăng tải, mặc khác các đánh giá tích cực cũng sẽ làm tăng uy tín, thu hút được số lượng khách hàng mới. Vì thế doanh nghiệp thường khuyến khích khách hàng của họ để lại những đánh giá và xếp hạng tích cực về sản phẩm/ dịch vụ mà họ trải nghiệm trong doanh nghiệp. Tiêu biểu cho loại hình này chẳng hạn như là TripAdvisor.
- Mạng chia sẻ (Media sharing): Là dịch vụ cho phép người dùng tìm kiếm, tạo và chia sẻ hình ảnh, video. Với tính chất tập trung vào hoạt động ảnh và video, việc tạo các chiến lược marketing trên mạng này là phương pháp trực quan nhất giúp doanh nghiệp dễ dàng chia sẻ các nội dung, thông điệp và thu hút được khách hàng. Tiêu biểu cho loại hình mạng chia sẻ hình ảnh là nền tảng Instagram, Pinterest và loại hình mạng chia sẻ video là nền tảng YouTube, TikTok.
- Diễn đàn thảo luận (Discussion Forum): Đây là loại hình mà người dùng sử dụng để tìm kiếm, chia sẻ và thảo luận về các loại thông tin, ý kiến và tin tức về các chủ đề cụ thể. Nơi đây có thể tập hợp những người dùng có cùng sở thích, cùng mối quan tâm, cùng niềm đam mê,... điều này là một cơ hội tốt khi doanh nghiệp muốn tiếp cận và nghiên cứu sâu về đối tượng khách hàng của mình. Có thể thấy đây là loại hình tuyệt vời phục vụ cho công việc nghiên cứu thị trường của doanh nghiệp, khi mà doanh nghiệp muốn tìm hiểu cảm nhận của khách hàng đối với sản phẩm/ dịch vụ hay thương hiệu của doanh nghiệp, hoặc là tìm hiểu độ nhận biết của thương hiệu, hoặc khách hàng đang nói về xu hướng gì hiện nay,... loại hình diễn đàn thảo luận sẽ giúp doanh nghiệp có được câu trả lời này. Các doanh nghiệp thường sử dụng loại hình này để giảm bớt chi phí marketing, tạo mối quan hệ cũng như duy trì lòng trung thành của khách hàng. Tiêu biểu cho loại hình này là nền tảng Quora.
- Blog: Loại hình này cho phép người dùng xuất bản, khám phá và bình luận về nội dung trực tuyến, chẳng hạn như Wordpress, Blogger. Bên cạnh nền tảng blog truyền thống, Microblogging (dịch vụ tiểu blog) - một dạng rẽ nhánh của blog đang trở thành xu hướng phát triển hiện nay. Dịch vụ này cho phép người dùng tạo những bài viết có sự giới hạn về nội dung, hình ảnh, video liên kết có tính chất nhỏ gọn, đơn giản. Tiêu biểu cho loại hình này là Twitter và Tumblr.

## Năm trụ cột cốt lõi của Marketing qua mạng xã hội.

### Chiến lược
Như đã đề cập ở phần trên, ngày này các kênh mạng xã hội ngày một phát triển và trở nên phức tạp hơn, trước khi bắt đầu thực hiện một chiến dịch marketing trên mạng xã hội thì việc vạch ra chiến lược cụ thể vẫn luôn là một điều quan trọng. Chiến lược không chỉ đơn thuần là đăng ký tài khoản Twitter hoặc gửi bài viết cho Digg. Chiến lược bao gồm lập kế hoạch, đặt mục tiêu, quyết định những gì cần đo lường để đảm bảo đáp ứng các mục tiêu đó, xác định cách thu hút khách hàng,... Đầu tiên doanh nghiệp cần xác định được mục tiêu kinh doanh, để làm được điều này doanh nghiệp cần xem xét kỹ nhu cầu tổng thể của công ty và quyết định cách doanh nghiệp muốn sử dụng các kênh mạng xã hội để tiếp cận khách hàng. Sau đó xem xét đâu là nền tảng mạng xã hội mà doanh nghiệp muốn tập trung vào, tốt hơn là chọn một vài nền tảng mà đối tượng khách hàng đang hoạt động tích cực vì các loại nội dung khác nhau đòi hỏi lượng thời gian hoặc ngân sách đầu tư khác nhau. Tiếp theo, doanh nghiệp cần suy xét xem loại nội dung nào nên được chia sẻ để có thể thu hút tốt nhất đối tượng khách hàng, đó có thể là dạng nội dung hình ảnh (với tính trực quan cao), hoặc video (với khả năng truyền tải thông điệp sinh động),...

### Lập kế hoạch và xuất bản
Xuất bản trên phương tiện mạng xã hội đơn giản là đăng bài viết, hình ảnh hoặc video trên nền tảng (platform) của mạng xã hội đang sử dụng.
Để bài đăng có thể tiếp cận cũng như thu hút được các đối tượng mong muốn, doanh nghiệp cần phải lập kế hoạch trước thay vì xuất bản nội dung của mình một cách tự nhiên. Bảng kế hoạch bao gồm các nội dung chính tương ứng với ngày giờ đăng tải trong một khoảng thời gian nhất định.
Lịch đăng bài ổn định khi được lên kế hoạch trước cùng với tính nhất quán trong nội dung cao sẽ tạo cho doanh nghiệp tác phong chuyên nghiệp, người xem cảm giác tin tưởng hơn.
Một bài đăng có nội dung chất lượng bao gồm các tiêu chí như: thông tin bổ ích, dễ dàng chia sẻ, có thể tương tác và có liên quan đến đối tượng mục tiêu. Bài đăng sẽ trở nên trực quan hơn khi gắn liền với hình ảnh hoặc video thay vì là văn bản đơn thuần.
Theo Kissmetrics (một công ty phân tích trang web), các bài đăng trên Facebook với hình ảnh chất lượng nhận được nhiều lượt thích hơn 53%, số lần nhấp nhiều hơn 84% và mức độ tương tác (bình luận) nhiều hơn 104% so với nội dung dựa trên văn bản.
Thêm vào đó, để tối ưu hóa phạm vi tiếp cận của các bài đăng thì ngoài nội dung thì bạn phải cần chú ý đến thời điểm và tần suất xuất bản của mình.

### Lắng nghe và tương tác
Khi thực hiện công cụ Marketing qua mạng xã hội, doanh nghiệp phải lắng nghe và tương tác không chỉ với khách hàng của mình mà còn cả với cộng đồng trên mạng xã hội. Điều này rất quan trọng vì Word of Mouth Marketing (Marketing truyền miệng) trong thực tế có sức ảnh hưởng 10 lần thì trên nền tảng mạng xã hội sự ảnh hưởng này có thể lên đến 100 lần, do môi trường mạng xã hội là nơi các câu chuyện được lan truyền nhanh và xa hơn. Doanh nghiệp càng nổi tiếng đồng nghĩa với việc các cuộc trò chuyện, đánh giá có đề cập đến thương hiệu của doanh nghiệp càng nhiều hơn; những lượt yêu thích, bình luận và chia sẻ cũng tăng.
Bất kỳ cá nhân hay tổ chức nào đều có thể bàn tán đến doanh nghiệp của bạn mà bạn không hề hay biết. Nhưng bạn có thể kiểm tra xem công chúng đang nói gì về doanh nghiệp thông qua các từ khóa liên quan đến doanh nghiệp hoặc sử dụng các công cụ Social Listening. Nhưng chắc chắn rằng những thứ bạn tìm thấy sẽ không phải là tất cả.
Khi người tiêu dùng và những người hâm mộ tương tác với doanh nghiệp thì họ cũng mong muốn nhận lại được sự phản hồi của doanh nghiệp. Từ những công cụ trên, doanh nghiệp có thể theo dõi, tương tác với cộng đồng đang quan tâm đến thương hiệu của mình, làm họ ngạc nhiên và thích thú khi họ đang có cảm xúc tích cực với doanh nghiệp hoặc ngược lại hỗ trợ và khắc phục các tình xuống, cảm xúc tiêu cực để mọi chuyện không trở nên tồi tệ hơn.

### Phân tích
Trong khi Marketing truyền thống rất khó để đo lường thì việc này lại tương đối dễ dàng đối với hoạt động Marketing trên nền tảng mạng xã hội.
Các nền tảng mạng xã hội chỉ cung cấp một phần dữ liệu cơ bản, doanh nghiệp muốn có được các thông tin từ các dữ liệu thứ cấp này doanh nghiệp cần sử dụng các công cụ phân tích có sẵn, chẳng hạn như phân tích bộ đệm. Ngoài ra, Google Analytics có thể được sử dụng như một công cụ tuyệt vời sẽ giúp doanh nghiệp xác định các kỹ thuật tốt nhất, cũng như xác định chiến lược nào tốt hơn nên từ bỏ. Một vài số liệu cần theo dõi:
- Tỷ lệ tham gia trang
- Click-through rates (tỷ lệ nhấp)
- Conversion rates (tỷ lệ chuyển đổi)
- Lượng truy cập từ mạng xã hội đến Website
- Số lượng tiếp cận, thích, bình luận, chia sẻ bài đăng.

Luôn đào sâu vào các con số để hiểu rõ hơn về hoạt động của doanh nghiệp có đang đi đúng hướng hay không. Dựa trên dữ liệu và phân tích chúng, doanh nghiệp có thể linh hoạt trong chiến lược, thay đổi tính năng cũng như thuật toán sao cho đạt được mục tiêu đặt ra từ ban đầu.

### Quảng cáo
Khi doanh nghiệp chi nhiều ngân sách hơn để phát triển Marketing qua mạng xã hội thì quảng cáo truyền thông qua mạng xã hội sẽ là một lĩnh vực đáng được cân nhắc. Quảng cáo truyền thông xã hội giúp tiếp cận các đối tượng khách hàng rộng hơn so với những khách hàng đang có của doanh nghiệp.
Để tối ưu ngân sách, doanh nghiệp có thể xem xét, kiểm tra hiệu quả quảng cáo thông qua những mạng xã hội miễn phí; nếu đạt được lượng tương tác hiệu quả thì tiếp đến có thể sử dụng các dịch vụ tính phí của mạng xã hội đó. Các dịch vụ này cũng có thể quảng cáo chọn lọc các đối tượng dù là nam nữ, độ tuổi hay khu vực sinh sống,... Đây là cách thức quảng cáo hiệu quả giúp doanh nghiệp phân loại được khách hàng mục tiêu để tập trung vào.
Khác với quảng cáo trên truyền hình bằng cách phát đi phát lại một tin quảng cáo để nhắc nhở người tiêu dùng nhớ đến thương hiệu. Marketing qua mạng xã hội lại chú trọng vào sự sáng tạo và đổi mới trong cách truyền tải nội dung và thông điệp mà nhãn hàng muốn đem đến cho khách hàng.
Ngày nay, trải nghiệm người dùng trên thiết bị di động là vô cùng phổ biến. Việc tạo ra những thiết kế phù hợp với thiết bị này là điều doanh nghiệp nên cân nhắc kỹ trước khi đưa ra những quảng cáo mới.

## Ưu và nhược điểm của Marketing qua mạng xã hội

### Ưu điểm
- Là hình thức Marketing hoàn toàn miễn phí, hiệu quả cao, chi phí thấp nên kể cả cá nhân hay các doanh nghiệp vừa và nhỏ  đều có thể sử dụng.
- Thông tin có thể chia sẻ một cách nhanh chóng và dễ dàng.
- Là kênh PR hữu ích vì có được sự tương tác của cộng đồng dễ dàng hơn các kênh khác.
- Đơn giản và dễ thực hiện hơn các hình thức khác, không cần đến đội ngũ có chuyên môn công nghệ cao.
- Có thể lựa chọn đối tượng mục tiêu tiếp cận các bài đăng.

### Nhược điểm
- Hình thức đăng bài tự do không qua xác thực nội dung nên doanh nghiệp có thể bị công kích từ các bài đăng có chứa thông tin sai lệch với mục đích xấu từ người khác.
- E-WOM (E-Word-of-mouth) tiêu cực có thể gây ảnh hưởng rộng vì khả năng lan truyền nhanh do không bị ngăn chặn bởi rào cản địa lý.
- Hình ảnh thương hiệu khó nhất quán do các trang mạng xã hội của doanh nghiệp có thể được quản lý bởi nhiều cá nhân hay nhiều nhóm.
- Phải mất thời gian dài để xây dựng mối quan hệ, sự liên kết giữa doanh nghiệp với cộng đồng và có lòng tin từ họ.

### Facebook
Các trang Facebook chi tiết hơn nhiều so với tài khoản Twitter. Nó cho phép doanh nghiệp có thể đăng tải video, hình ảnh, mô tả dài hơn, tương tác 2 chiều với doanh nghiệp về các sản phẩm hoặc dịch vụ. Ngày nay, hầu hết mọi người dùng đều biết đến và sử dụng Facebook như là nơi để chia sẻ, tương tác với cộng đồng. Điều đó đồng nghĩa với khả năng tiếp cận các đối tượng khách hàng của Facebook là rất lớn. Ngoài ra, Facebook còn cung cấp những dịch vụ tính phí hỗ trợ doanh nghiệp đưa thông điệp của mình đến khách hàng tiềm năng và khách hàng mục tiêu một cách nhanh chóng hơn.

### YouTube
YouTube là một con đường phổ biến khác; quảng cáo được thực hiện theo cách phù hợp với đối tượng mục tiêu. Loại ngôn ngữ được sử dụng trong quảng cáo và ý tưởng được sử dụng để quảng bá sản phẩm phản ánh phong cách và sở thích của khán giả. Ngoài ra, quảng cáo trên nền tảng này thường đồng bộ với nội dung của video được yêu cầu, đây là một lợi thế khác mà YouTube mang lại cho các nhà quảng cáo. Một số quảng cáo được trình bày với một số video nhất định vì nội dung có liên quan. Ngoài những quảng cáo được trả phí cho YouTube, các doanh nghiệp cũng có thể trả phí cho các chủ kênh để họ quảng bá sản phẩm đến những người đăng kí trong kênh của họ.

### LinkedIn
LinkedIn là mạng xã hội tập trung chủ yếu là các doanh nghiệp với mục đích tuyển dụng, tìm kiếm việc làm và mở rộng mạng lưới kinh doanh. Vì vậy chạy quảng cáo trên LinkedIn có thể giúp bạn tiếp cận với những nhà quản lý hay những chuyên gia kinh doanh. Cũng giống như Facebook, LinkedIn có tỷ lệ chuyển đổi cao và cho phép nhà quảng cáo nhắm mục tiêu đến các nhóm thích hợp trong các danh mục như nhân khẩu học, địa điểm, chức danh của các đối tượng...